# Ofensiva de Baranovichi
A Ofensiva de Baranovichi foi uma batalha travada na Frente Oriental durante a Primeira Guerra Mundial, entre o exército do Império russo e as forças da Alemanha e Áustria-Hungria , em julho de 1916.

## Pano de Fundo
Simultâneamente ao ataque russo do front Sudoeste, o front Russo Ocidental se preparava para uma ofensiva no sentido de Vilna. No entanto, o plano de ataque foi alterado - em vez de um ataque em Vilna, a ofensiva foi direcionada para a área de Baranovichi. No início de junho de 1916, as tropas da frente Sudoeste começaram a sua ofensiva, conseguindo avanços contra o exército Austro-húngaro e avançando para a Galicia. No entanto, o general A. E. Evert, comandante da Frente Ocidental Russa, adiou duas vezes a ofensiva planejada a Baranovichi, primeiro em 31 de Maio, depois no dia 4 de junho, e, em seguida, tentou cancelar a operação totalmente. Por ordem do quartel general Russo, o General Evert foi obrigado a "atacar o inimigo na frente - Nowogrodek - Baranovichi" no dia 3 de junho.

## Batalha
O Quarto Exército Russo lançou o primeiro ataque em 2 de julho, com três corpos do exército, mas tiveram que parar no dia seguinte. Os Russos retomaram a ofensiva em 4 de julho, mas novamente pararam após apenas dois dias de combate. Sob a proteção da noite no dia 8 de julho, os Russos lançaram um terceiro ataque mas todos foram repelidos até o final do dia seguinte. Em 14 de julho, o Exército alemão contra-atacou e tomou de volta todo o terreno perdido. Uma última tentativa Russa foi feita a partir de 25 de julho a 29 de julho, mas mais uma vez falhou.

## Resultados
Apesar de meses de preparação e uma sêxtupla vantagem em número de homens e de artilharia, os Russos não conseguiram romper as posições fortificadas alemãs, tomando apenas a primeira linha fortificada em algumas áreas da ofensiva que foi, em seguida, perdida para o contra-ataque alemão.

## Literatura
- John Keegan: Der erste Weltkrieg. Eine europaische Tragodie. Rowohlt-Taschenbuch-Verlag, Reinbek bei Hamburg 2001, ISBN 3-499-61194-5
- Norman Stone: A Frente Oriental 1914-1917. A Penguin Books Ltd., Londres, 1998, ISBN 0-14-026725-5
- Cristão Zentner: Der erste Weltkrieg. Randy, Fakten, Que. Moewig, em Rastatt 2000, ISBN 3-8118-1652-7